# Diocesi di Egara
La diocesi di Egara (in latino Dioecesis Egarensis) è una sede soppressa e sede titolare della Chiesa cattolica.

## Territorio
La diocesi di Egara comprendeva parte di quelle che oggi costituiscono le seguenti comarche della Catalogna: Vallès Oriental, Vallès Occidental, Baix Llobregat, Anoia e Alt Penedès.
Sede vescovile era la città di Egara, l'odierna località di Sant Pere nel comune di Terrassa  dove si trovava la cattedrale dedicata a Santa Maria. La chiesa fa parte di un complesso monumentale di chiese visigoto-romaniche, comprensivo anche delle chiese di Sant Pere e di Sant Miquel.

## Storia
La diocesi venne eretta verso la metà del V secolo, ricavandone il territorio dalla diocesi di Barcellona. Era suffraganea dell'arcidiocesi di Tarragona.
La nascita della diocesi è ben documentata dalle lettere che il vescovo di Barcellona Nundinario indirizzò, a nome di tutto l'episcopato tarraconense, a papa Ilario e dalle risposte del medesimo papa. Il tentativo di unire le due sedi con il vescovo Ilario, primo prelato di Egara, attorno al 465, non ottenne il benestare del papa, che dunque riconobbe l'autonomia di Egara.
Di questa antica diocesi spagnola ci resta la lista di un buon numero di vescovi e anche la notizia della celebrazione a Egara di un concilio della provincia tarraconense nel 614.
La sede fu soppressa con l'arrivo degli Arabi nell'VIII secolo. Alcuni studiosi ritengono che in epoca araba la diocesi sopravvisse, benché non siano noti nomi di vescovi, argomento questo a favore di chi sostiene invece che la sede fu soppressa all'inizio dell'VIII secolo.
Dopo la Reconquista della regione nel X secolo, la sede non fu più restaurata e il suo territorio fu incorporato in quello della diocesi di Barcellona. Un tentativo di restaurare la diocesi fu operato dall'arcivescovo di Tarragona, Cesareo, nella seconda metà del secolo, come si evince da una sua lettera indirizzata a papa Giovanni XII; la scarsità della documentazione non ci permette di conoscere il seguito.
Dal 1969 Egara è annoverata tra le sedi vescovili titolari della Chiesa cattolica; dal 3 marzo 2020 il vescovo titolare è Luis Miguel Romero Fernández, M.Id., vescovo ausiliare di Rockville Centre.

## Cronotassi

### Vescovi
- Ireneo † (circa 450 - 465 deceduto)
- San Nebridio † (prima del 516 - dopo il 527)[2]
- Tauro † (menzionato nel 546)
- Sofronio † (prima del 589 - dopo il 592)
- Ilergio † (prima del 594 - dopo il 610)
- Anonimo † (menzionato nel 614)
- Eugenio † (menzionato nel 633)
- Vincenzo † (menzionato nel 653)
- Giovanni † (prima del 683 - dopo il 693)

### Vescovi titolari
- Justo Goizueta Gridilla, O.A.R. † (14 gennaio 1970 - 15 febbraio 1978 dimesso)
- Juan Francisco Sarasti Jaramillo, C.I.M. † (8 marzo 1978 - 23 dicembre 1983 nominato vescovo di Barrancabermeja)
- Paulius Antanas Baltakis, O.F.M. † (1º giugno 1984 - 17 maggio 2019 deceduto)
- Luis Miguel Romero Fernández, M.Id., dal 3 marzo 2020